# Australische Cricket-Nationalmannschaft in Südafrika in der Saison 2015/16
Die Tour der australischen Cricket-Nationalmannschaft nach Südafrika in der Saison 2015/16 fand vom 4. bis zum 9. März 2016 statt. Die internationale Cricket-Tour war Bestandteil der Internationalen Cricket-Saison 2015/16 und umfasste drei Twenty20s. Australien gewann die Serie 2–1.

## Vorgeschichte
Südafrika spielte zuvor ein Tour gegen England, Australien in Neuseeland.
Das letzte Aufeinandertreffen der beiden Mannschaften bei einer Tour fand in der Saison 2014/15 in Australien statt.
Vor der Tour wurde die Technik des südafrikanischen Bowlers Aaron Phangiso für illegal erklärt.
In der Vorbereitung zum letzten Twenty20 wurde seine Technik bei abermaligen Tests zwar wieder für gültig erklärt, jedoch wurde er nicht mehr eingesetzt.

## Stadion
Das folgende Stadion wurden für die Tour als Austragungsort vorgesehen und am 5. Juni 2015 bekanntgegeben:
| Stadion                  | Stadt        | Kapazität | Spiele |
| ------------------------ | ------------ | --------- | ------ |
| Sahara Stadium Kingsmead | Durban       | 25.000    | 1. T20 |
| Wanderers Stadium        | Johannesburg | 34.000    | 2. T20 |
| Newlands Cricket Ground  | Kapstadt     | 25.000    | 3. T20 |

## Kaderlisten
Die Mannschaften gaben die folgenden Kader bekannt:
| Twenty20 | Twenty20 |
| Südafrika | Australien |
| --- | --- |
| - Faf du Plessis (K) - Kyle Abbott - Hashim Amla - Farhaan Behardien - Quinton de Kock (wk) - AB de Villiers - Jean-Paul Duminy - Imran Tahir - David Miller - Chris Morris - Aaron Phangiso - Kagiso Rabada - Rilee Rossouw - Dale Steyn - David Wiese | - Steve Smith (K) - Ashton Agar - Nathan Coulter-Nile - James Faulkner - Aaron Finch - John Hastings - Josh Hazlewood - Usman Khawaja - Mitchell Marsh - Glenn Maxwell - Peter Nevill (wk) - Andrew Tye - David Warner - Shane Watson - Adam Zampa |

## Twenty20 Internationals

### Erstes Twenty20 in Durban
| 4. März Scorecard | Durban | Australien 157-9 (20)           | – | Südafrika 158-7 (19.2) |
|                   |        | Südafrika gewinnt mit 3 Wickets |   |                        |

### Zweites Twenty20 in Johannesburg
| 6. März Scorecard | Johannesburg | Südafrika 204-7 (20)             | – | Australien 205-5 (20) |
|                   |              | Australien gewinnt mit 5 Wickets |   |                       |

### Drittes Twenty20 in Kapstadt
| 9. März Scorecard | Kapstadt | Südafrika 178-4 (20)             | – | Australien 181-4 (19.2) |
|                   |          | Australien gewinnt mit 6 Wickets |   |                         |